# URISC
URISC (от англ. Ultimate RISC, также OISC — англ. one instruction set computer) — теоретическая архитектура процессора, набор команд в которой поддерживает только одну-единственную инструкцию, и при этом обеспечивается полноту по Тьюрингу, «предельный случай» RISC.
Самый популярный вариант единственной инструкции — «вычесть и пропустить следующую инструкцию, если вычитаемое было больше уменьшаемого» (RSSB — англ. reverse-subtract and skip if borrow). Логически близкий вариант — «вычесть и перейти, если результат не положительный» (SUBLEQ — англ. subtract and branch unless positive). В частности, именно такой процессор используется в компьютерной игре SIC-1.
В качестве единственной инструкции может быть применена пересылка (MOV), если для выполнения операций используется АЛУ, размещённое в памяти.
Ещё один вариант — использование тернарной инструкции BBJ (bit-bit jump, BitBitJump), которая копирует один бит из первого по второму адресу памяти и передаёт управление на третий адрес. Поскольку последовательность инструкций может приготовить адрес, на который перейдёт управление (самомодифицирующийся код), BBJ-процессор способен выполнять любые вычисления, которые может выполнить обычный компьютер.
Существуют и другие варианты реализации URISC.